# 17892 Morecambewise
17892 Morecambewise (1999 EO5) là một tiểu hành tinh vành đai chính được phát hiện ngày 15 tháng 3 năm 1999 bởi J. Broughton ở Reedy Creek Observatory.